# Reisachanger
Reisachanger ist ein historischer Gemeindeteil der niederbayerischen Gemeinde Schwarzach.
Die Uraufnahme aus der Zeit zwischen 1808 und 1864 stellt die Lage des Orts um die heutige Abzweigung der Degenberger Straße von der Bayerwaldstraße im Gemeindeteil Schwarzach dar. Bei der Volkszählung 1871 wurde der Ort als Weiler mit 21 Einwohnern, zugehörig zur einen halben Kilometer entfernten katholischen Pfarrei und Schule Schwarzach und zur 7,5 Kilometer entfernten Post Welchenberg beschrieben. In der Dokumentationen der Volkszählung 1961 wird der Ort als Dorf mit 13 Wohngebäuden und 62 Einwohnern genannt, für 1970 werden 80 Einwohner berichtet. Im Amtlichen Ortsverzeichnis für 1987 ist Reisachanger nicht mehr als Gemeindeteil geführt, die Aufhebung des Gemeindeteils erfolgte also zwischen 1970 und 1987.